# Annuario statistico italiano
L'Annuario statistico italiano, edito dall'Istituto nazionale di statistica, è una pubblicazione annuale che raccoglie dati statistici sul territorio italiano.

## Archivio digitale
La biblioteca digitale Istat rende disponibile copia dei volumi dell'intera serie
- volumi di Pietro Maestri del 1852[1] e 1853[2]
- i numeri della prima serie tra il 1857 e il 1864[3]
- il volume de L'Italia economica del 1874[4]
- tutti i volumi dell'Annuario dall'anno 1878[5]

Non sono presenti digitalizzazioni dei volumi realizzati da Pietro Maestri dal 1867 al 1871.